# Behindertensport
Behindertensport oder Parasport ist Sport, der von Menschen mit Behinderungen ausgeübt wird.
Man kann zwischen Breitensport und Leistungssport unterscheiden.

## Wettkampf- und Leistungssport

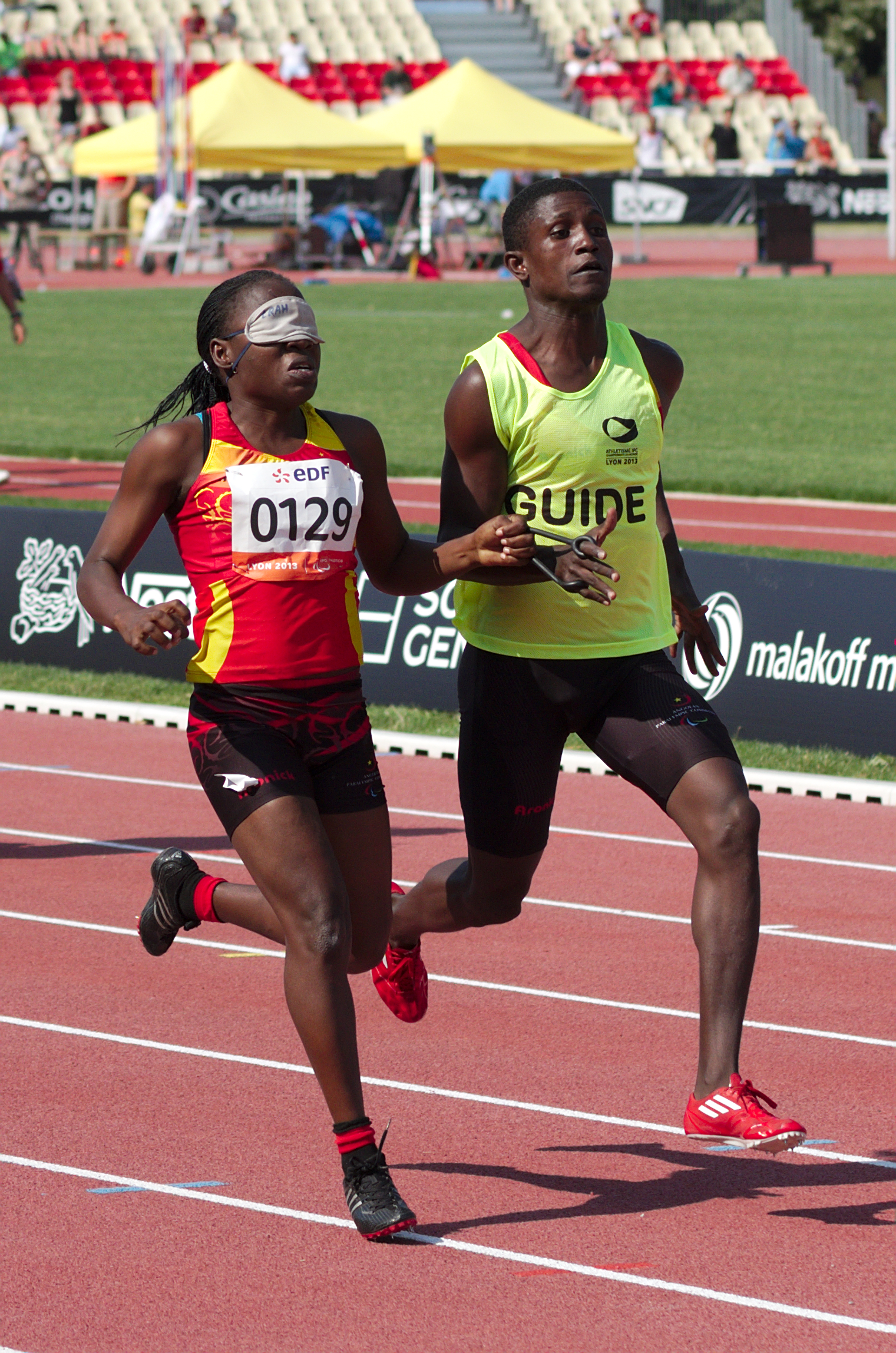
Bei Wettläufen laufen blinde Sportler mit Begleitung (hier: Esperanca Gicaso mit Isaac Vieria Adao)

Im Wettkampf- und Leistungssport unterschied man früher verschiedene Klassen nach der Art der Behinderung, heute wird nach ihrer funktionellen Auswirkung der beteiligten Sportler unterschieden.
Analog zu den Olympischen Spielen gibt es für Sportler mit körperlichen Behinderungen die Paralympischen Spiele, die jeweils nach den Olympischen Spielen stattfinden. Die Teilnehmer bei den Paralympics werden in der Regel in denselben Unterkünften wie die Olympioniken untergebracht, und die Wettkämpfe finden auch an denselben Wettkampfstätten statt. Gehörlose können bei den Deaflympics, geistig behinderte Athleten bei den Special Olympics antreten. Hinzu kommen die World Transplant Games für Organtransplantierte. Darüber hinaus organisiert das Internationale Paralympische Komitee auch diverse Weltmeisterschaften.
Die wettkampfbestimmten Strukturen des Sports erschweren die Inklusion, da das moderne Sportkonzept einen exklusiven Ansatz verfolgt.

## Organisation
In Deutschland sind behinderte Sportler als Mitglieder ihrer jeweiligen (Behinderten)sportvereine im Deutschen Behindertensportverband (DBS) organisiert. Der DBS besteht aus 17 Landesbehindertensportverbänden, den beiden Fachverbänden Deutscher Rollstuhl-Sportverband (DRS) sowie Deutscher Schwerhörigen Sportverband und weiteren sieben außerordentlichen Mitgliedsorganisationen. In Österreich besteht der Österreichische Behindertensportverband, in der Schweiz die Schweizer Paraplegiker-Vereinigung mit dem Rollstuhlsport Schweiz sowie Plusport Behindertensport Schweiz.
Ob und inwieweit die getrennte Organisation in den Behindertensportverbänden der UN-Resolution nach Inklusion entspricht, ist umstritten. So hat Norwegen bereits im Jahre 2002 den nationalen Behindertensportverband aufgelöst und eine Integration von Sportart zu Sportart vorgenommen und hiermit (zumindest in den in Norwegen großen Sportarten wie Skilanglauf) gute Erfahrungen gemacht.
Schätzungen des Organisationsgrads nicht behinderter Sporttreibender in den Vereinen von 2013 gehen von gut 30 % aus. Der Organisationsgrad von behinderten Sporttreibenden lag dagegen nur bei etwa einem Drittel davon. Dabei ging man von einer geschätzten Gesamtzahl von behinderten Menschen von acht Millionen aus, von 750.000 Mitgliedern im DOSB und 50.000 Aktiven bei Special Olympics Deutschland, von denen aber viele sich nicht zu einer Mitgliedschaft verpflichtet haben.

## Sonstiges

### Silbernes Lorbeerblatt
Der deutsche Bundespräsident stiftete 1978 die Silbermedaille für den Behindertensport, die bis 1993 an erfolgreiche Behindertensportler verliehen wurde. Seit 1993 wird auch an Behindertensportler das Silberne Lorbeerblatt verliehen. Die größte Sammlung zur Geschichte des Behindertensports hat das Niedersächsische Institut für Sportgeschichte (NISH) in Hannover.

### Begrifflichkeiten
Der Deutsche Behindertensportverband (DBS) veröffentlichte im Vorfeld der Winter-Paralympics 2010 in Vancouver einen Leitfaden für Formulierungen, um diskriminierender Sprache entgegenzuwirken. So sei beispielsweise der von Fahrzeugschäden her geläufige Begriff der „Schadensklasse“ als Bezeichnung für Wettkampfklassen unerwünscht. Der DBS verwendet seitdem den Begriff der „Startklasse“.

## Sportarten

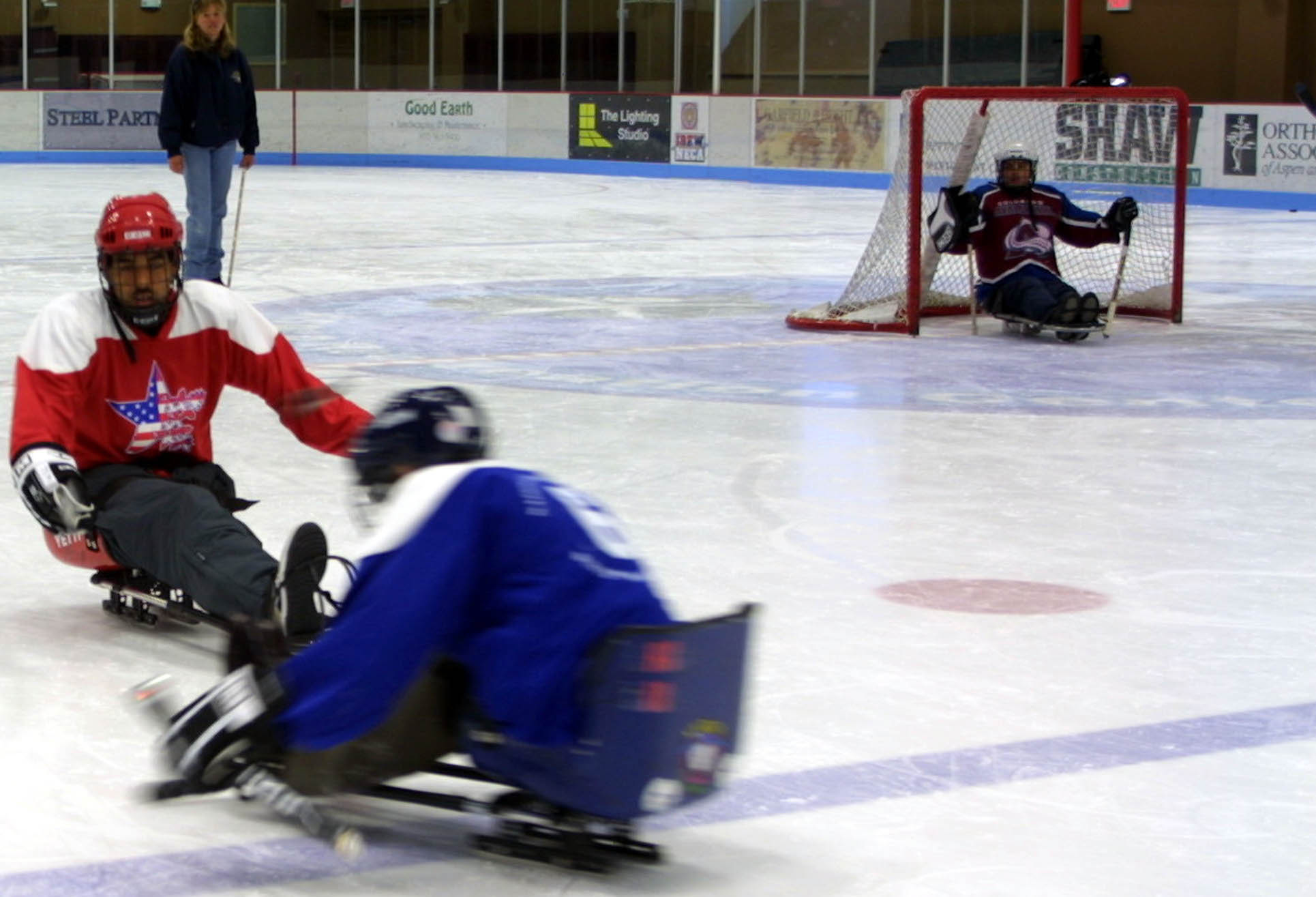
Sledge-Eishockey

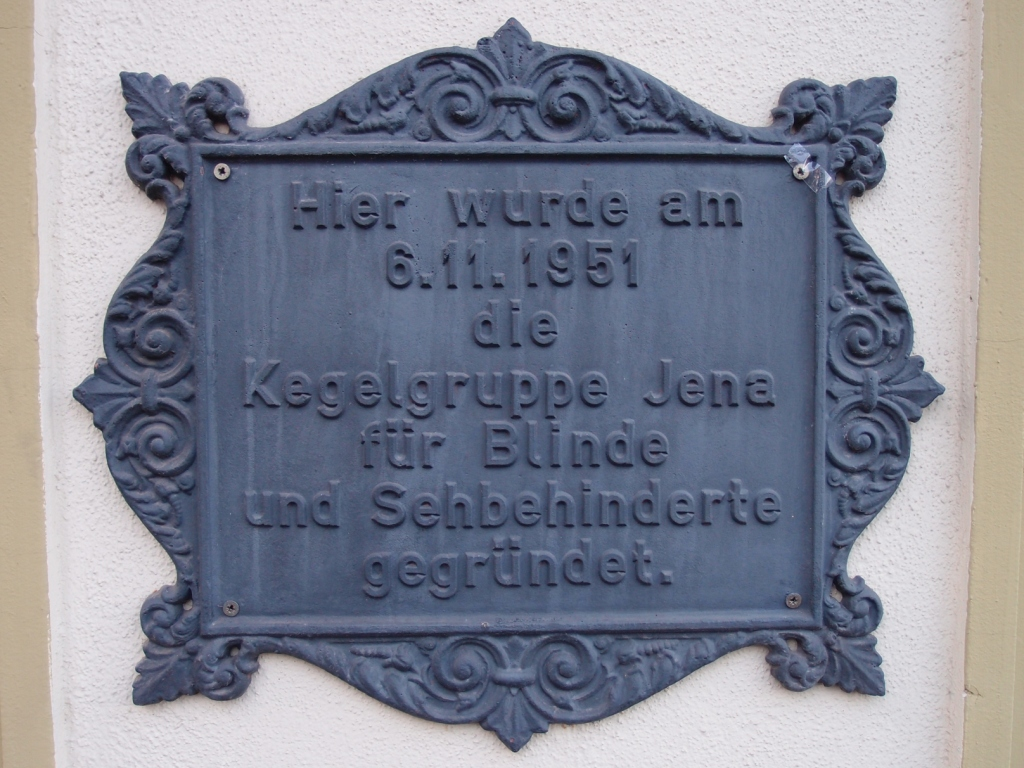
Gedenktafel am Hotel Schwarzer Bär (Jena)

Varianten regulärer Sportarten für Behinderte
- Badminton
  - Parabadminton
- Baseball
  - Blindenbaseball
- Basketball
  - Rollstuhlbasketball
- Curling
  - Rollstuhlcurling
- Eishockey
  - Schlitten-Eishockey
- Fechten
  - Rollstuhlfechten
- Fußball
  - Amputierten-Fußball
  - Blindenfußball
  - Rollstuhlfußball
  - Sitzfußball
- Golf
  - Behindertengolf
- Handball
  - Rollstuhlhandball
- Hockey
  - Elektrorollstuhl-Hockey
- Judo
  - Behindertenjudo (Paralympic Judo)
  - ID-Judo (Special Olympics Judo)
- Kanusport
  - Paracanoe
- Karate
  - Rollstuhlkarate
- Klettern
  - Paraclimbing
- Leichtathletik
  - Rollstuhlleichtathletik
- Radsport
  - Paracycling
  - Radsport (Special Olympics)
- Reitsport
  - Behindertenreitsport

- Rugby
  - Rollstuhlrugby
- Schach
  - Blindenschach
- Schwimmsport
  - Behindertenschwimmsport
- Skibob
  - Monoskibob
- Skisport
  - Krückenskifahren
- Tanzsport
  - Rollstuhltanz
- Tauchen
  - Behindertentauchen

- Tennis
  - Rollstuhltennis
  - Blindentennis
  - Para-Standing-Tennis
  - Gehörlosentennis
- Tischtennis
  - Rollstuhltischtennis

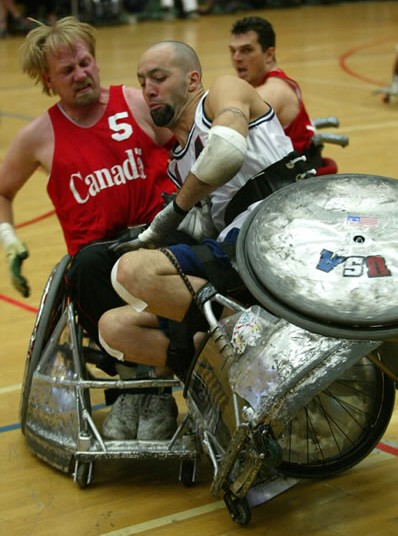
Rollstuhlrugby

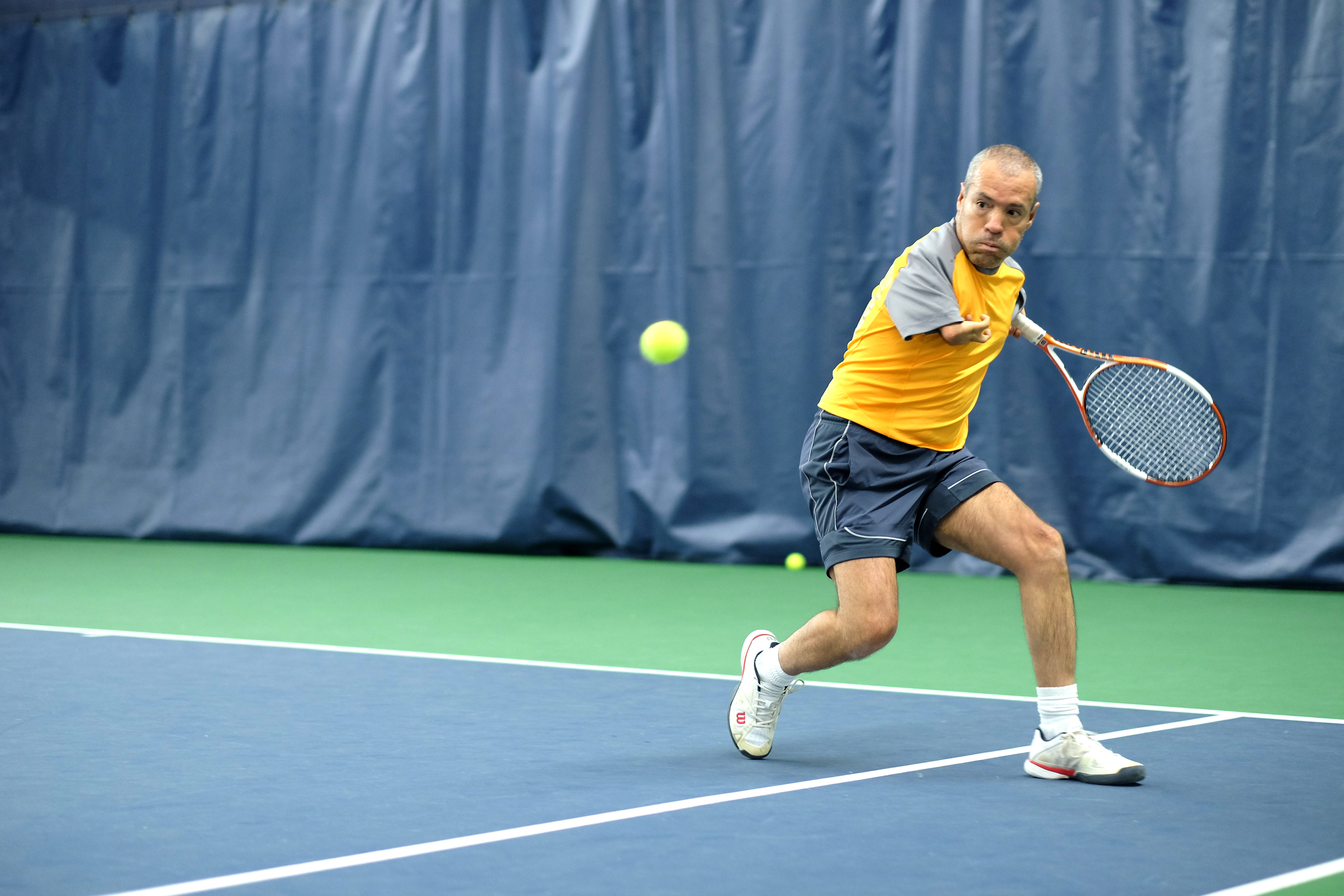
Para-Standing-Tennisspieler Antonio Solano

  - Tischtennis der stehend behinderten Spieler
  - Gehörlosentischtennis
- RollstuhlunihockeyUnihockey
  - Rollstuhlunihockey
- Volleyball
  - Sitzvolleyball
  - Standvolleyball

Besondere Sportarten für Behinderte
- Bosseln
- Flugball[4]
- Frame Running
- Goalball
- Handbike-Fahren
- Sitzball
- Tischball
- Torball

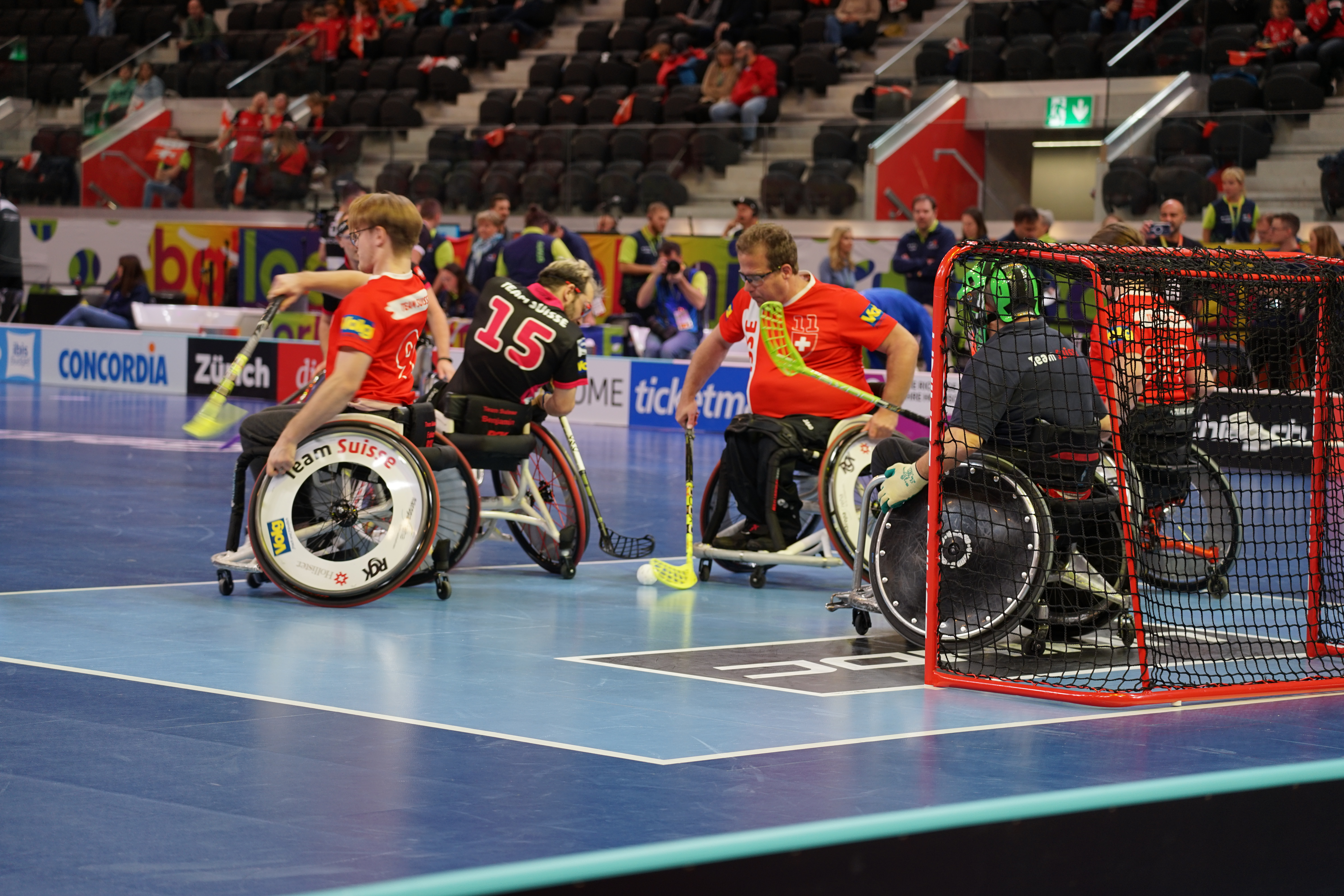
Rollstuhlunihockey

Reguläre Sportarten, die auch von Behinderten ausgeübt werden
- Billard
- Boccia (siehe: Boccia (Special Olympics))
- Bogenschießen
- Rudern
- Segelflug[5]
- Segeln
- Sportschießen